# Giorgio Vasta
Giorgio Vasta (Palermo, 12 marzo 1970) è uno scrittore, curatore editoriale e docente italiano.

## Biografia
Nel 1996 a Torino si è iscritto al corso biennale della Scuola Holden di Tecniche della narrazione; allievo di Giulio Mozzi, Daniele Del Giudice, Sandro Veronesi e Carlo Lucarelli, ha concluso il corso nel 1998.
Ha esordito nel 2008 con il romanzo Il tempo materiale pubblicato da minimum fax. Il romanzo è stato insignito del Premio Città di Viagrande 2010 e del Prix Ulysse du Premier Roman 2011 ed è stato tradotto e pubblicato in Francia, Germania, Austria, Svizzera, Paesi Bassi, Spagna, Ungheria, Repubblica Ceca, Stati Uniti d'America e Regno Unito.
Nel 2010 ha pubblicato Spaesamento (Laterza, finalista al Premio Bergamo nel 2012, pubblicato in Francia) e nel 2012 Presente (Einaudi, con Andrea Bajani, Michela Murgia e Paolo Nori), di cui è stato anche curatore. Absolutely Nothing, del 2016, è stato a sua volta finalista al Premio Bergamo.
Ha inoltre curato diverse antologie tra le quali, sempre per minimum fax, Anteprima nazionale. Nove visioni del nostro futuro invisibile (2009).
Con Emma Dante, e con la collaborazione di Licia Eminenti, è autore della sceneggiatura del film Via Castellana Bandiera (2013), in concorso alla 70ª Mostra internazionale d'arte cinematografica. Ha co-sceneggiato anche il secondo film della Dante, Le sorelle Macaluso, in concorso alla 77ª Mostra internazionale d'arte cinematografica di Venezia.
Nel 2014 è stato Italian Affiliated Fellow in Letteratura presso l'American Academy in Rome.
Nel 2023 ha pubblicato Palermo. Un'autobiografia nella luce insieme a fotografie di Ramak Fazel.
Scrive sulle pagine culturali di La Repubblica, de Il Sole 24 Ore e de il manifesto e, dopo aver fatto parte dal 2003 al 2007 della redazione del blog letterario Nazione Indiana, scrive su minima&moralia.

## Opere
- Il tempo materiale, minimum fax, 2008
- Spaesamento, Laterza, 2010
- Presente, Einaudi, 2012
- Absolutely Nothing. Storie e sparizioni nei deserti americani, con Ramak Fazel, Quodlibet, 2016
- Tre orfani, Casagrande, 2021
- Palermo. Un'autobiografia nella Luce, con Ramak Fazel, Humboldt, 2022
- Come in sogno. Il racconto di Palermo, con Michele Perriera, foto di Letizia Battaglia, Glifo Edizioni, 2023

## Premi
- 2010 – Premio Città di Viagrande, con Il tempo materiale[2]
- 2011 – Prix Ulysse du Premier Roman, con Il tempo materiale[3]
- 2012 – finalista al Premio Bergamo, con Spaesamento[4]
- 2017 – finalista al Premio Bergamo, con Absolutely Nothing[4]